# Lommatzsch Libelle
Die Lommatzsch Libelle ist ein Hochleistungs-Segelflugzeug aus dem VEB Apparatebau Lommatzsch der DDR.

## Geschichte
Im Jahr 1954 begann in einer ehemaligen Glashütte in Lommatzsch bei Meißen die Produktion von Segelflugzeugen, zunächst des Baby IIb und des FES-530 Lehrmeister, der im VEB Waggonbau Gotha entwickelt wurde. Die Konstruktionsarbeiten zu einem ersten Eigenentwurf begannen 1955 im Entwicklungsteam von Heinz Roessing, einem Mitglied der aus der Sowjetunion zurückgekehrten Baade-Gruppe. Der V-1-Prototyp des als Lom-55 „Libelle“ bezeichneten Einsitzers entstand aus dem Projekt Lo-55 aus demselben Jahr und flog erstmals am 13. Januar 1957 mit Karl Treuter. Augenscheinlichster Unterschied zu den späteren Libellen war das V-Leitwerk. Die Erprobung offenbarte einige erhebliche Mängel der Konstruktion, zum Beispiel war der Schwerpunkt falsch berechnet worden, die Stabilität um die Längs- und Hochachse ließ zu wünschen übrig und die Ruderwirkung des Leitwerks war infolge unsauberer Umströmung gering. Es entstand noch ein zweiter Prototyp, der als Ausstellungsstück diente und 1957 bei Statiktests zerstört wurde.
Die Konstruktion wurde daraufhin vom Entwicklungsteam Hans Hartung, Hans Wegerich und Wilhelm Zimmermann grundlegend überarbeitet. Daraus entstand die Lom-57 mit Normalleitwerk. Die Flugerprobung erfolgte ab Juni 1957 durch Kurt Götze. Sie konnte erfolgreich abgeschlossen werden und es erfolgte der Bau einer kleinen Serie von 13 Flugzeugen, eine weitere Ausführung mit um 20 Zentimeter verkürztem Rumpf wurde unter der Bezeichnung Lom-57/I in elf Exemplaren produziert. Eine Spezialausführung als Doppelsitzer mit nebeneinander liegenden Sitzen (Lom-57/II, auch Libelle II) entstand als Reaktion auf eine diesbezügliche Anfrage der GST vom November 1955.
Als meistgebaute Version erschien 1958 die Standardausführung  Lom-58 „Libelle-Standard“. Von ihr und der wiederum um 20 Zentimeter verkürzten Lom-58/I wurden 67 Stück gefertigt. Nächstes Glied der Reihe war der Einsitzer Lom-58/II „Libelle-Laminar“ (22 Stück). Sie verfügte über ein Laminarprofil NACA 65-615,5 und Wölbklappen. Die Tragflügel wurden zur Erhöhung der Oberflächengüte mit Duraluminfolie versehen. Der Prototyp (Kennzeichen DM-2599) erhielt seine Zulassung am 3. Februar 1962. Mit diesem Modell konnte mehrere Landesrekorde erflogen werden, unter anderem ein von Gerhard Wissmann am 2. Juli 1961 mit 103,4 km/h durchflogenes 100-Kilometer-Dreieck.
Das letzte Projekt Lom-60 „Libelle-Akrobat“ sollte ein voll kunstflugtaugliches Segelflugzeug werden. Ab Dezember 1958 begannen die Arbeiten, zwei Prototypen wurden aufgelegt, konnten jedoch infolge finanzieller Engpässe nicht vollendet werden. Als Nachfolgemuster der Libelle folgte 1962 der Favorit (Lom-61 bis 64).

## Technische Daten
| Kenngröße                                                 | Lom-55               | Lom-57                        | Lom-57/I                      | Lom-58                        | Lom-58/I                      | Lom-58/II            |
| --------------------------------------------------------- | -------------------- | ----------------------------- | ----------------------------- | ----------------------------- | ----------------------------- | -------------------- |
| Besatzung                                                 | 1                    | 1                             | 1                             | 1                             | 1                             | 1                    |
| Länge                                                     | 6,15 m               | 6,80 m                        | 6,60 m                        | 6,80 m                        | 6,60 m                        | 6,60 m               |
| Spannweite                                                | 16,50 m              | 16,50 m                       | 16,50 m                       | 15,00 m                       | 15,00 m                       | 16,50 m              |
| Höhe                                                      | k. A.                | 2,12 m                        | 2,12 m                        | 2,12 m                        | 2,12 m                        | 2,12 m               |
| Flügelfläche                                              | 14,85 m²             | 14,85 m²                      | 14,85 m²                      | 13,76 m²                      | 13,76 m²                      | 14,85 m²             |
| Flügelstreckung                                           | 18,35                | 18,35                         | 18,35                         | 16,35                         | 16,35                         | 18,35                |
| Flächenbelastung                                          | k. A.                | 19,5–22,2 kg/m²               | 19,5–22,2 kg/m²               | 19,6–22,8 kg/m²               | 19,6–22,8 kg/m²               | 25,60 kg/m²          |
| Bruchlastvielfaches                                       | k. A.                | 10                            | 10                            | 10                            | 10                            | k. A.                |
| Rüstmasse                                                 | 273 kg               | 230 kg                        | 230 kg                        | 210 kg                        | 210 kg                        | 280 kg               |
| Zuladung                                                  | k. A.                | 60–100 kg                     | 60–100 kg                     | 60–90 kg                      | 60–90 kg                      | 100 kg               |
| Startmasse                                                | 365 kg               | normal 290 kg, maximal 330 kg | normal 290 kg, maximal 330 kg | normal 270 kg, maximal 300 kg | normal 270 kg, maximal 300 kg | 380 kg               |
| Gleitzahl                                                 | 32 bei 80 km/h       | 30 bei 78 km/h                | 31,50 bei 78 km/h             | 27 bei 75 km/h                | 28,50 bei 78 km/h             | 36 bei 88 km/h       |
| Geringstes Sinken                                         | 0,62 m/s bei 75 km/h | 0,67 m/s bei 70 km/h          | 0,66 m/s bei 68 km/h          | 0,7 m/s bei 70 km/h           | 0,73 m/s bei 74 km/h          | 0,65 m/s bei 76 km/h |
| Mindestgeschwindigkeit                                    | k. A.                | 50 km/h                       | 50 km/h                       | 50 km/h                       | 50 km/h                       | 62 km/h              |
| Höchstgeschwindigkeit (steiler Gleitflug)                 | 240 km/h             | 200 km/h                      | 200 km/h                      | 200 km/h                      | 200 km/h                      | 200 km/h             |
| Höchstgeschwindigkeit (steiler Gleitflug mit Bremsklappe) |                      | 170 km/h                      | 170 km/h                      |                               | 170 km/h                      |                      |
| Höchstgeschwindigkeit (Flugzeugschlepp)                   | k. A.                | 130 km/h                      | 130 km/h                      | 130 km/h                      | 130 km/h                      | 130 km/h             |
| Höchstgeschwindigkeit (Windenschlepp)                     | k. A.                | 100 km/h                      | 100 km/h                      | 100 km/h                      | 100 km/h                      | 100 km/h             |
| zul. Steiggeschwindigkeit                                 |                      | 20 m/s                        | 20 m/s                        |                               | 20 m/s                        |                      |